# Carpinus tientaiensis
Carpinus tientaiensis ist ein mittelgroßer Baum aus der Gattung der Hainbuchen (Carpinus) mit gelbbraunen, anfangs fein behaarten Zweigen und bis auf die Blattadern kahle Laubblätter. Das natürliche Verbreitungsgebiet der Art liegt in China. Die Art ist stark gefährdet, nur wenige Exemplar sind noch vorhanden.

## Beschreibung
Carpinus tientaiensis ist ein 16 bis 20 Meter hoher Baum mit glatter, grauer Rinde. Die Zweige sind gelbbraun, im ersten Jahr fein behaart und im zweiten Jahr verkahlend. Die Laubblätter haben einen 0,8 bis 1,5 Zentimeter langen, entlang der Furche dicht zottig behaarten Stiel. Die fast ledrige Blattspreite ist 5 bis 10 Zentimeter lang, 3 bis 5,5 Zentimeter breit, eiförmig oder elliptisch, selten eiförmig-lanzettlich, mit spitzem oder selten zugespitztem Ende, mehr oder weniger herzförmiger bis abgerundeter Basis und einem doppelt und stumpf gesägten Blattrand. Es werden zwölf bis 15 Nervenpaare gebildet. Die Blattoberseite ist entlang der Mittelrippe fein behaart, sonst kahl, die Unterseite ist entlang den Blattadern zottig behaart, hat Achselbärte und ist sonst kahl.
Die weiblichen Blütenstände sind 5 bis 10 Zentimeter lang. Die Blütenstandsachse ist etwa 2,5 Zentimeter lang und anfangs dicht zottig behaart. Die Tragblätter überlappen sich etwas, sind 2,5 bis 3 Zentimeter lang, 0,7 bis 0,8 Zentimeter breit, dreilappig mit stumpfem, selten spitzem Ende und entlang der Blattadern spärlich flaumhaarig. Der Mittellappen ist schief oder gerade länglich oder lanzettlich. Der äußere Blattrand ist stumpf gesägt mit einem eiförmigen, ein- bis dreizähnigen basalen Lappen; der innere Teil ist ganzrandig oder mehr oder weniger wellenförmig, mit einem eiförmigen, ganzrandigen basalen Lappen, der etwas kleiner als der am äußeren Blattrand ist. Die Blätter haben fünf bis sieben Blattadern erster Ordnung. Netzartig angeordneten Adern sind vorhanden. Als Früchte werden 5 bis 7 Millimeter lange, 4,5 bis 5,5 Millimeter breite, breit eiförmige oder dreieckig-eiförmige, sieben- bis elffach gerippte und an der Spitze zottig behaarte Nüsschen gebildet. Carpinus tientaiensis blüht von April bis Juni, die Früchte reifen von Juli bis August.

## Vorkommen und Standortansprüche
Das natürliche Verbreitungsgebiet liegt im Nordwesten der chinesischen Provinzen Zhejiang. Die Art wächst in Wäldern auf Berghängen in 800 bis 1000 Metern Höhe.

## Systematik
Carpinus tientaiensis ist eine Art aus der Gattung der Hainbuchen (Carpinus). Diese wird in der Familie der Birkengewächse (Betulaceae) der Unterfamilie der Haselnussgewächse (Coryloideae) zugeordnet. Die Art wurde 1932 von Zheng Wanjun erstmals wissenschaftlich beschrieben. Der Gattungsname Carpinus stammt aus dem Lateinischen und wurde schon von den Römern für die Hainbuche verwendet.

## Nachweise